# Lutte biologique contre les insectes phytophages

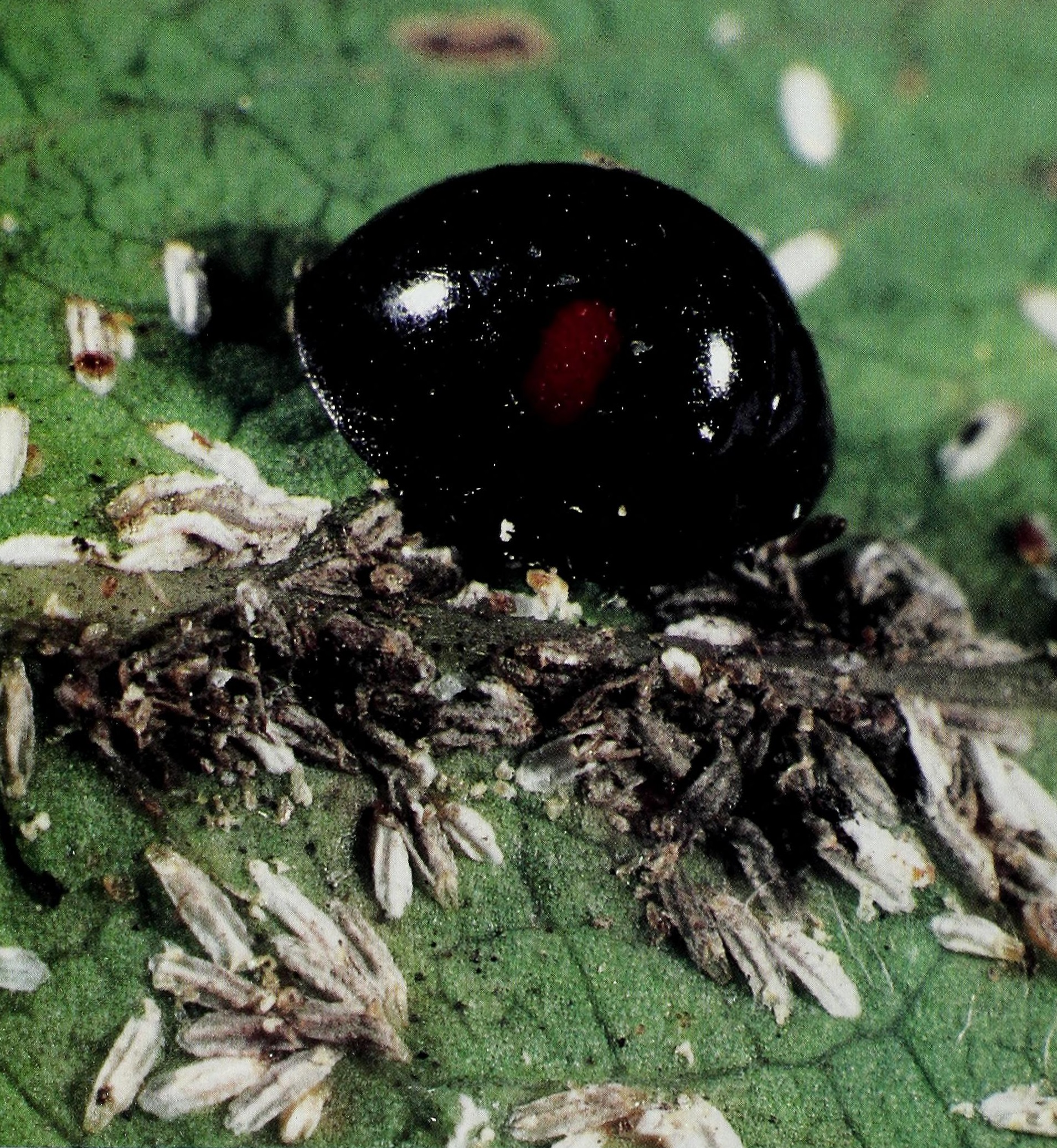
La coccinelle Chilocorus kuwanae a été introduite comme agent de lutte biologique en Amérique du nord.

La lutte biologique contre les insectes phytophages a commencé dès la fin du XIXe siècle sous la forme de la lutte biologique classique qui consiste à introduire des organismes antagonistes. C'est cette application contre les insectes ravageurs qui est à l'origine de la formalisation du concept de lutte biologique lors d'un congrès international d'entomologie à Stockholm en 1948.   
Depuis la fin du XIXe siècle, au niveau mondial, près de 6 800 agents de lutte biologique (parasitoïdes, prédateurs, pathogènes) ont été introduits contre les insectes phytophages. 
Il existe de nombreux avantages écologiques à la lutte biologique, surtout si on la compare à la lutte utilisant des insecticides chimiques, qui ont un effet négatif sur l’environnement et la biodiversité. Cette méthode a, entre autres, l’avantage de pouvoir être utilisée sur des territoires de grande superficie, car la dispersion de l’agent de lutte biologique se fait naturellement.
Le moyen de lutte contre les insectes phytophages consistant à extraire de l’huile essentielle de plantes aromatiques n’est pas évoqué ici, car ce moyen n’est pas considéré comme de la lutte biologique mais comme de la lutte écochimique.
La mortalité des insectes phytophages due aux différents agents de lutte biologique dépend principalement du stade de développement et de la biologie de l’alimentation des insectes et, dans une moindre mesure, de certaines autres variables écologiques comme le statut de l’invasion, le type de la culture ou la zone latitudinale de l’habitat.

## Facteurs de choix des agents de lutte biologique[4]

### Stade de développement des insectes phytophages
Le risque de mortalité des insectes phytophages par leurs ennemis évolue au fur et à mesure de leur développement. Les agents de lutte biologique tuent en effet moins les larves au stade précoce, mais plus à un stade plus tardif et au stade nymphe. Ceci peut s’expliquer par le fait que les larves précoces, de petite taille, sont à la fois moins profitables pour le prédateur et également moins facilement détectables. Cependant, il est à noter que, contrairement aux parasitoïdes idiobiontes, qui réalisent l’essentiel de leurs attaques au stade larvaire tardif, il existe des parasitoïdes koinobiontes qui pondent dans les larves de stade précoce mais ne tuent l’hôte que plus tard, à partir du stade larvaire tardif, prépupal ou nymphal. Il en est de même pour certains pathogènes. Il faut donc prendre en compte ces éléments pour définir la période où les agents devront être introduits dans le milieu. De plus, les koinobiontes sont généralement des espèces spécialistes, car elles doivent cohabiter avec leur hôte avant de le tuer. Les espèces idiobiontes sont quant à elles souvent généralistes car elles tuent directement l’hôte.
Pour les insectes phytophages immatures, quel que soit leur stade de développement, les parasitoïdes en tuent plus que les pathogènes ou les prédateurs. En effet, en général, les parasitoïdes sont les seuls à pouvoir tuer les insectes phytophages endophytes qui représentent la majorité des espèces d’insectes phytophages. Dans le cas des insectes phytophages exophytes, certains prédateurs pourraient être plus efficaces.
De plus l’utilisation de prédateurs pourrait être favorisée dans certains cas car, contrairement à la majorité des parasitoïdes, ils tuent aussi les insectes adultes.

### Biologie de l'alimentation

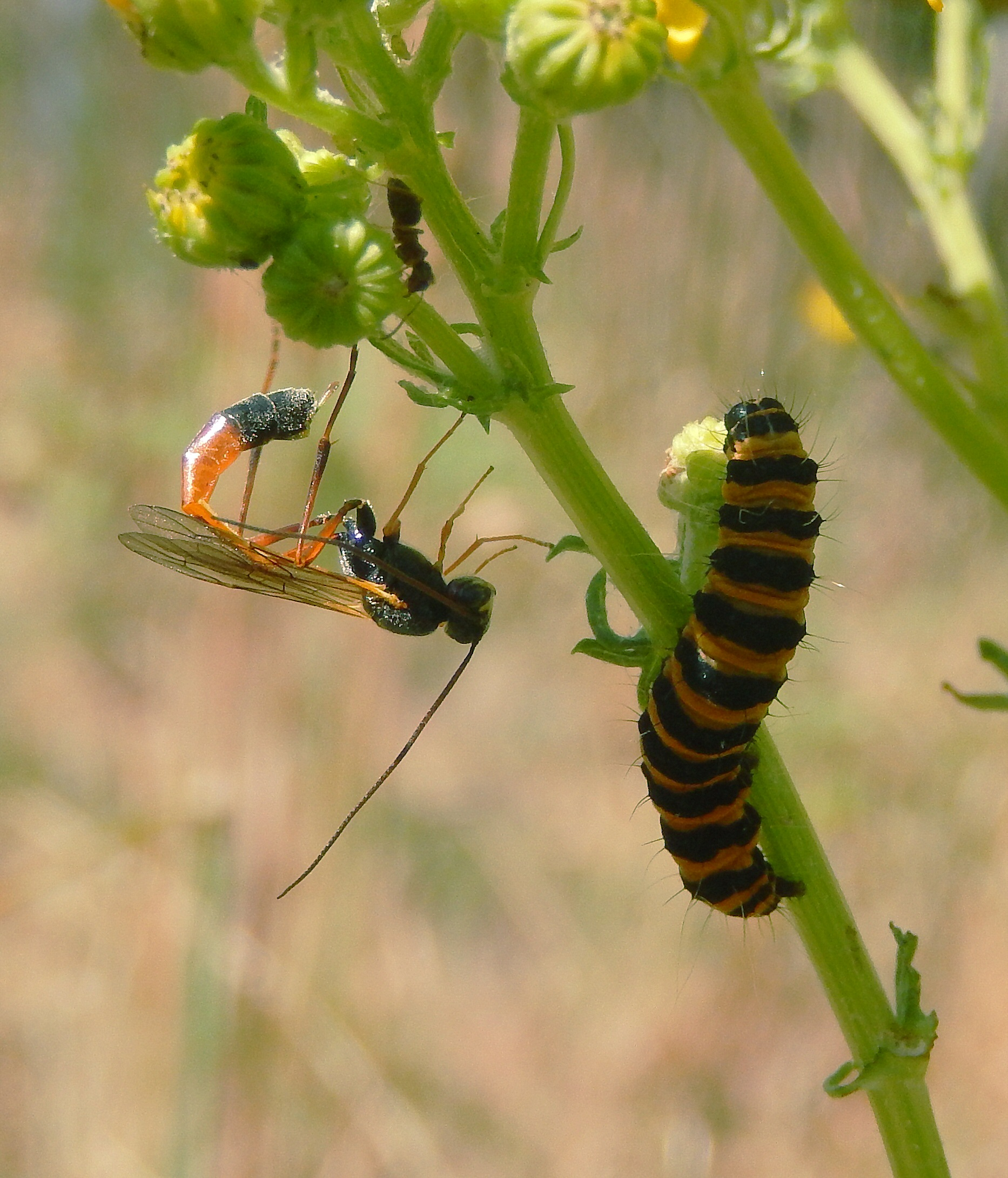
Un ichneumon se préparant à parasiter une chenille de goutte-de-sang.

La biologie de l’alimentation des insectes phytophages joue un rôle sur le niveau de mortalité dû aux parasitoïdes, aux prédateurs et aux agents pathogènes. Ainsi, en fonction de la biologie de l’alimentation de l’espèce à contrôler, le bon agent de lutte biologique doit être choisi.
Les insectes phytophages s’alimentant à l’intérieur d’une plante (insectes endophytes) sont généralement protégés de la prédation. De même, les agents pathogènes tuent rarement les insectes endophytes car leur mode de vie limite probablement leur transmission. En revanche, les parasitoïdes ne sont pas freinés par l'endophagie en soi. Cependant, au sein des endophages, les insectes galligènes et les insectes foreurs sont moins sujets aux parasitoïdes que les insectes mineurs de feuilles. Ainsi, toutes les formes d'endophagie limitent l’action des pathogènes et de nombreux prédateurs, mais la protection contre les parasitoïdes exige que les endophages se développent dans des structures végétales relativement dures, comme les galles ou les tiges. Les structures fragiles dans lesquelles se développent les mineurs de feuilles ne suffisent pas à stopper les parasitoïdes.
Les insectes phytophages qui s’alimentent à l’extérieur d’une plante (insectes exophytes) sont plus sujets aux pathogènes et aux prédateurs que les endophytes. Par exemple, la maladie représente une source de mortalité importante chez les lépidoptères forestiers.

### Type de milieu
Pour un agent de lutte biologique donné, l’impact semble être le même quel que soit le type de milieu (naturel ou cultivé). Ainsi, un même agent de lutte pourrait être utilisé dans ces deux types de milieu.

### Latitude
Selon la latitude, la mortalité induite par les agents de lutte biologique sera différente. Les parasitoïdes représentent une source de mortalité plus importante dans les zones tempérées que dans les tropiques, alors que les pressions de prédation sont plus nombreuses dans les tropiques.
En effet, les pressions de prédations semblent plus fortes dans les tropiques car les prédateurs y sont plus diversifiés, contrairement aux parasitoïdes. Ceci peut s’expliquer par l’hypothèse que la diversité des parasitoïdes est limitée par la prédation. Ainsi, dans les tropiques, on dispose d’un choix limité si on veut utiliser un parasitoïde des stades larvaires comme agent de lutte. Cependant, les parasitoïdes à œufs sont plus diversifiés et abondants sous les tropiques en raison de leur petite taille et de leur rapidité de développement.

## Influence de l'environnement végétal sur la lutte biologique

### Influence des capacités de déplacement des organismes concernés et de la structure spatiale des habitats
La dynamique des interactions entre les agents de lutte biologique et les insectes phytophages dépend à la fois des capacités de déplacement des organismes concernés et de la structure spatiale des habitats.
Dans un écosystème donné, les insectes phytophages et leurs agents de lutte se déplacent dans le temps et dans l’espace, entre différents patchs. C'est sous l'action de facteurs biotiques et comportementaux (cycle des hôtes-proies, comportement de recherche, spécificité...) ou abiotiques (températures, précipitations...) qu'ils effectuent leurs déplacements.
Ainsi, au sein d’un écosystème, la qualité et la diversité des milieux, cultivés ou non, sont des paramètres essentiels pour une colonisation et une installation efficace des agents de lutte. En conséquence, la lutte biologique contre les insectes phytophages doit se concevoir non seulement à l'échelle de la zone infectée mais également à l’échelle de l’écosystème dans son ensemble. Partant de ce principe, il est possible d’aménager les écosystèmes dans le but de renforcer l’action des agents de lutte introduits.
En effet, chaque agent de lutte occupe sa propre niche écologique qui peut varier au cours de son cycle, d'où la nécessité d'une certaine hétérogénéité des milieux. C’est le cas par exemple des aphidiphages. En effet, certaines coccinelles occupent des milieux d'alimentation et d'hivernation qui diffèrent spatialement et doivent donc se déplacer. C’est pour cela qu’il faut étudier l’écosystème régional sous peine de voir l’effet des agents de lutte réduit. Il est nécessaire que ces écosystèmes comportent des « stations relais » au sein desquelles les agents de lutte pourront s’établir, et ainsi réaliser leur cycle de vie. L’efficacité des stations relais dépend des associations végétales qui la composent. Plus elles seront diversifiées, plus elles seront susceptibles d’apporter aux agents : des proies de substitution, lorsque les populations du ravageur sont momentanément absentes ; du pollen et du nectar, nécessaires à l'alimentation des formes imaginales des prédateurs ou parasitoïdes ; des abris ou des refuges, pour nidifier ou hiverner. En contrepartie, cela risque également de favoriser le maintien de l’insecte phytophage lui-même.
Augmenter la qualité de l’habitat et la complémentarité des ressources peut cependant entraîner un phénomène d’agrégation plutôt que de dispersion/prédation/parasitisme. La compétition entre les agents de lutte s’en trouve réduite et la coexistence devient possible. De plus, l’augmentation de la population d’agents ne signifie pas une optimisation de la lutte biologique. En effet, les actions menées à l’échelle locale semblent plus efficaces que les stratégies régionales en matière d’abondance des espèces, mais pas en matière de lutte biologique (le déploiement spatio-temporel doit être pertinent).
Par exemple, dans le cas des agro-écosystèmes, il existe deux échelles différentes où la dynamique spatiale des populations détermine l’abondance et la diversité des espèces :
- L'échelle locale (considérant un champ cultivé et les habitats environnants) : le contrôle biologique est plus efficace dans les systèmes agricoles moins intensifs et plus diversifiés, dans les zones fortement fleuries et grâce à l’introduction d’habitats semi-naturels. C’est une approche relativement spécifique qui permet de réduire certains effets indésirables.
- L'échelle régionale ou paysagère (considérant plusieurs champs, des zones des terres non cultivées et des habitats semi-naturels) : le contrôle biologique est plus efficace dans des paysages complexes où les habitats sont complémentaires et où la proportion d'habitat semi-naturels et de terres agricoles moins intensément gérées est élevée. C’est une approche non ciblée qui peut favoriser les agents de lutte généralistes[7].

La stabilité des habitats a une influence sur l’efficacité des parasitoïdes dans la lutte biologique des insectes phytophages. Les terres agricoles sont des milieux instables et produisent une biomasse importante, ce qui permet une croissance rapide des populations de ravageurs, échappant ainsi au contrôle biologique exercé par leurs ennemis naturels.
D’après le modèle synoptique de Southwood et Comin (1976), dans les environnements stables, les insectes phytophages de stratégie K sont favorisés face aux stratèges r, stabilisant ainsi la population en dessous de sa capacité de charge.

### Influence du niveau de succession végétale[8]
La succession végétale joue un rôle primordial dans les interactions insectes phytophages-parasitoïdes. En effet, plus la succession végétale est avancée et plus le nombre d’espèces parasitoïdes par espèce d’hôte augmente. Par exemple, les mineuses de feuilles, ou les mouches à galle (Cynipidae), supportent plus d’espèces parasitoïdes sur les plantes à succession tardive. Les espèces de parasitoïdes spécialistes interagissent principalement avec des insectes phytophages de plantes précoces (herbes, arbustes) dans la succession, contrairement aux généralistes qui sont plus présents chez des hôtes se nourrissant de plantes tardives (arbres). Par ailleurs, plus le nombre d’espèces parasitoïdes par insecte phytophage hôte augmente, plus la probabilité d’une mortalité importante augmente chez les hôtes, et donc plus la probabilité de réguler ces populations d’hôtes augmente.
La visibilité des plantes joue également un rôle essentiel dans le succès de la lutte biologique. En effet, plus une plante sera à un stade précoce et plus elle sera petite, et donc moins visible. Ainsi, si cette plante est infectée par un insecte phytophage et qu’un parasitoïde est introduit en tant qu’agent de lutte, ce dernier connaîtra des difficultés à localiser la plante et donc son hôte. De ce fait, la probabilité de régulation densité-dépendante de l’insecte phytophage par les parasitoïdes diminue et la probabilité de succès de la lutte est donc faible.

### Influence de l'espèce végétale sur l'adaptation des parasitoïdes

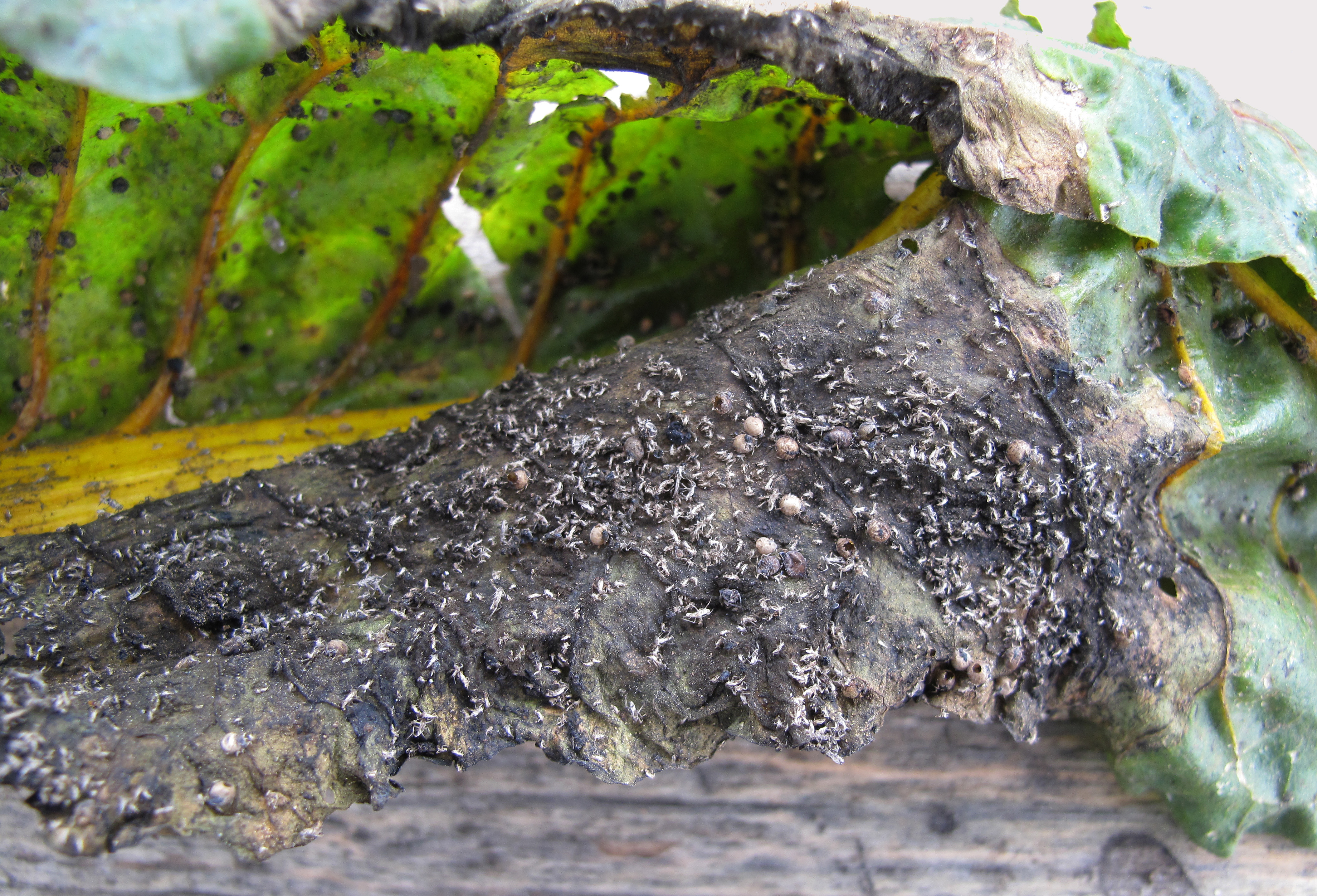
Des pucerons morts sur une feuille de bette, victimes d'un parasitoïde.

La fitness des parasitoïdes est affectée par divers paramètres, tels que leurs habitats ou le régime alimentaire des insectes phytophages hôtes. Par exemple, la fitness des parasitoïdes sera meilleure s’ils se trouvent dans un microhabitat familier. À l’inverse, cette fitness peut diminuer de manière indirecte si l’hôte consomme des substances ayant un impact négatif sur le parasitoïde, telles que les substances allélochimiques (par exemple la nicotine). Néanmoins, une adaptation par apprentissage des parasitoïdes à ces substances est possible. Dans certains cas (exemple de la nicotine), des modifications comportementales des parasitoïdes ont été observées. Il est possible que les parasitoïdes s’adaptent localement à des conditions initialement défavorables.
Les espèces parasitoïdes généralistes peuvent s’adapter localement à leurs hôtes et les plantes sur lesquels ils se trouvent. Cette interaction permet de rendre ces parasitoïdes efficaces en tant qu’agent de lutte biologique. De même, les parasitoïdes spécifiques d’un hôte peuvent être adaptés localement à une plante abondante spécifique et peuvent ainsi ne pas être aussi efficaces si leurs hôtes sont situés sur des plantes différentes.
Dans la lutte biologique classique, les parasitoïdes peuvent être prélevés chez un hôte sur une espèce végétale colonisée, puis relâchés pour contrôler les mêmes espèces hôtes ou des congénères sur une espèce végétale différente. Cette espèce importée est susceptible d’attaquer les hôtes de la nouvelle plante grâce à sa plasticité phénotypique, mais la fitness larvaire peut être réduite et donc l’agent de lutte peut ne pas s'établir. Dans ce cas, l'établissement pourrait être encouragé en recueillant des parasitoïdes à partir d'hôtes de la même plante ou d'une variété de plantes qui fourniraient plus d'hétérogénéité génétique. Pour améliorer la fitness des parasitoïdes, on peut utiliser une sélection des individus plus résistant à des espèces végétales qui produisent des substances toxiques pour eux ou une sélection de génotypes particuliers.

## Influence des stimuli olfactifs sur la lutte biologique
La capacité de l’agent de lutte introduit à rechercher sa proie est, chez les entomophages, sous l'influence d'une succession de stimuli olfactifs complexes, en provenance du végétal et/ou de l’insecte phytophage. Dans certains cas, ce sont les phéromones sexuelles de l’insecte phytophage qui permettent aux agents de lutte parasitoïdes de localiser leurs hôtes, c’est le cas par exemple chez les pucerons.
Les parasitoïdes des insectes phytophages sont connus pour s'orienter vers des plantes sur lesquelles se trouvent leurs hôtes grâce à des produits chimiques d'origine végétale qui indiquent ou confirment la présence de l'hôte, il s’agit des kairomones. La nature des réponses aux kairomones dépend de l'insecte nuisible, de l’agent de lutte et de la culture. En effet, certaines plantes émettent de nombreuses molécules complexes. Par exemple, 16 composés sont produits par les fruits de la tomate et 19 par les feuilles de la tomate, permettant une forte parasitation de Trichogramma chilonis sur les œufs de la Noctuelle de la tomate (Helicoverpa armigera). Les kairomones peuvent également provenir de plantes non hôtes. Par exemple, les populations de Chrysoperla carnea sont plus élevées dans les champs de coton cultivés en association avec la luzerne, le niébé et l'arachide, ce qui permet une augmentation de l’efficacité de la lutte biologique contre les pucerons.
Par ailleurs, les insectes phytophages hôtes produisent des hydrocarbures, des acides gras et des protéines caractéristiques qui stimulent leurs ennemis dans leur recherche et les attirent. En effet, les écailles de certains hôtes adultes provoquent une activité kairomonale chez plusieurs espèces de parasitoïdes. Par exemple, le parasitisme par la guêpe Trichogramma evanescens est plus élevé sur les œufs placés dans des zones où les mites adultes hôtes avaient laissé des écailles.
La recherche d’insectes phytophages spécifiques d’une plante par des parasitoïdes spécifiques dépendra potentiellement des réponses innées génétiques de l’hôte et de l’odeur des plantes. Pour les espèces généralistes, l’apprentissage est dominant face aux réponses génétiques.

## Influence de la dynamique des associations hôte-parasite sur la lutte biologique

### Cas des associations hôte-pathogène
La dynamique des associations hôte-pathogène doit prendre en compte les pressions évolutives.
En effet, un pathogène exerce une forte pression de sélection sur la population de son hôte ravageur, en sélectionnant des individus avec une sensibilité réduite à l'infection. Pour cette raison, on peut s'attendre à ce que la pathogénicité du parasite diminue au cours du temps, par pression de sélection. Par exemple, dès 1957 on a constaté que la pathogénicité d'un virus de la granulose des papillons de nuit ravageurs de mélèze d'Europe (Eucosoma griseana) avait diminué au cours d'une épidémie.
L'intensité des forces sélectives exercées par un pathogène sur son hôte est liée à la prévalence de l'infection au sein de la population. La prévalence de l'infection au sein de la population d’hôtes est inversement proportionnelle à la pathogénicité : plus le parasite est pathogène et plus il sera capable de réguler sa population d’hôtes, mais sa prévalence à l'équilibre sera amoindrie. Les parasites excessivement pathogènes provoquent leur propre extinction dans les populations d’hôtes.
Dans les épidémies cycliques d'infections virales chez les insectes forestiers, le pathogène exerce une forte pression sélective sur les foyers de la maladie, mais a peu d'effet entre les épidémies. Dans les systèmes naturels, la sélection d’individus à sensibilité réduite à l'infection peut donc souvent fluctuer. De plus, la sélection d’individus résistants est souvent liée à la sélection simultanée de certains caractères délétères, tels qu'une reproduction réduite.

### Cas des associations hôte-parasitoïde
Les modèles mathématiques apportent des précisions sur les facteurs de réussite d'une lutte biologique contre les insectes ravageurs par un parasitoïde. En théorie, un équilibre stable de basse densité de population d’insectes phytophages semble essentiel. Mais il existe un compromis entre la stabilité et le maintien d'une faible densité d'hôtes. Cependant, l'existence d'un équilibre n'indique pas que le système l'atteindra, mais qu'il tend vers lui en l'absence de perturbation, ce qui est rarement le cas en conditions réelles.
De plus, quand le nombre de parasitoïdes augmente, leur efficacité diminue car la probabilité d'infecter un hôte déjà infecté est plus importante.
Théoriquement, la lutte est plus efficace lorsque le parasitoïde est un spécialiste de l'hôte ravageur, et donc que leurs cycles de vie sont synchrones. Les parasitoïdes généralistes sont considérés moins performants par les modèles, mais ces modèles ne prennent pas en compte le fait que le généraliste possède un avantage sur le spécialiste : il est capable de survivre et de se reproduire sans le ravageur. Il peut donc abaisser la population d’insectes phytophages près de l'extinction sans en être affecté lui-même.
Il n'y a pas de théorie satisfaisante pour expliquer le succès des luttes biologiques sur le terrain : il n’existe pas de preuve que l'équilibre stable soit indispensable, ni même qu’il ne faille un haut degré de spécialisation des parasitoïdes envers le ravageur.

## Conséquences du réchauffement climatique sur la lutte biologique[12]
On peut s'attendre à ce que les agents de lutte biologique adaptés aux futurs scénarios climatiques diffèrent de ceux utilisés aujourd'hui. La clé peut être d'identifier et de conserver des populations de prédateurs avec des niches environnementales les mieux adaptées aux scénarios futurs.
À mesure que le climat change, les conditions environnementales des invasions deviennent de plus en plus fréquentes ce qui peut inhiber le contrôle biologique si les nouveaux ennemis naturels sont incapables d'attaquer le ravageur. Une stratégie d’atténuation possible consiste en l’étude des agents de lutte biologique potentiels présents dans les aires de répartition étendues des ravageurs, de préférence des agents généralistes et adaptés à une plus large gamme de milieux.
De plus, des températures plus élevées favorisent souvent les infestations de ravageurs qui se reproduisent plus tôt par rapport aux saisons de croissance des cultures. Une stratégie d’atténuation possible concerne la diversité génétique des agents de lutte biologique et leur capacité à s’adapter aux nouveaux environnements. En effet, les ennemis naturels peuvent s'adapter à des environnements changeants aux côtés de leurs proies. Si un ravageur présente plusieurs ennemis naturels, il est fortement probable que si un agent de lutte biologique ne peut plus assurer sa fonction vis-à-vis d’un ravageur, un autre le pourra.
Les environnements changeants peuvent modifier indirectement la lutte biologique en modifiant les interactions au sein des communautés ennemies naturelles. Par exemple, dans des conditions douces, deux espèces peuvent avoir une action complémentaire alors que dans des conditions plus chaudes, l’une exclut l’autre de manière compétitive. C’est le cas des acariens Euseius stipulatus et Euseius scutalis. Une stratégie d’atténuation peut être l’utilisation de modèles écophysiologiques mécanistes, qui aident à prédire les effets directs du changement climatique sur des espèces individuelles, en complément des modèles basés sur le concept de domaine d'habitat (modèle de prédation de Lotka-Volterra par exemple) et qui permettent de prédire les interactions à l’échelle de la communauté.

## Inconvénients écologiques de la lutte biologique
Parmi les introductions passées d’organismes pour la lutte biologique des insectes phytophages, 3 % ont été conduites avec succès, tandis que 11 % n’ont abouti qu’à un contrôle partiel des populations d’insectes visées.[réf. souhaitée]
Le principal désavantage environnemental de la lutte biologique est d’être difficilement réversible : l'introduction intentionnelle d'une espèce exotique n'est pas un acte « écologiquement neutre ». À partir du moment où un agent de lutte est bien implanté, c’est-à-dire qu’il parvient à se reproduire et à se disperser, il sera en effet difficile de le stopper en cas d’effets indésirables. Contradictoirement, pour que la lutte biologique soit efficace, il faut que l’agent soit bien implanté. Le taux d'acclimatations « réussies » est compris entre 10 % et 30%. Cependant, étant donné que la biologie et l’écologie de l’agent de lutte sont bien étudiées avant son introduction, les effets très négatifs sont rares. Malgré tout, il est estimé que 11 % des introductions passées d’agents de lutte biologique des insectes phytophages, ont eu un impact négatif important sur des espèces non cibles. [réf. souhaitée]
Pour ce qui est du cas ou l‘agent introduit est un insecte, on considère que seul 1,5 % des insectes introduits pour lutter contre des insectes phytophages sont suspectés d'avoir induit des effets non intentionnels notables sur des espèces non-cibles. Toutefois, un des avantages de la lutte biologique reste que les agents utilisés sont spécifiques des insectes phytophages ciblés (les agents spécialistes sont préférés aux généralistes). Les agents de lutte biologique s’attaquent souvent à un éventail étroit d’organismes, parfois un seul. Les effets sur les organismes non ciblés sont ainsi réduits en grande partie, sur le site comme plus loin. Si l’agent n’est pas spécifique, il risque de s’attaquer à des espèces indigènes, de menacer la biodiversité et, ainsi, de troubler l’équilibre écologique du milieu. Ainsi, il ne doit pas être utilisé comme agent de lutte. Il est également possible qu’en diminuant l’abondance de l’insecte ravageur ciblé, la niche ainsi libérée soit recolonisée par un nouveau ravageur.
Dans tous les cas, il faut peser le pour et le contre entre : choisir de garder l’insecte ravageur, utiliser une lutte chimique contre lui avec les risques associés ou encore tenter une lutte biologique avec les risques associés également. La solution avec le moins d’effets négatifs sera privilégiée.

### Causes de l’atteinte d’espèces non cibles, identifiées à la suite de l’analyse de sept cas historiques[13]
Certaines des causes pouvant mener à l’affectation d’espèces non cibles lors de la lutte biologique d’insectes phytophages ont pu être identifiées grâce à l’analyse de sept cas historiques de lutte biologique très bien documentés et ayant eu des effets indésirables connus sur des espèces non cibles. Il semblerait donc que :
- Les espèces natives les plus proches des espèces visées (allant du rang taxinomique de la famille à l’ordre) sont plus susceptibles d’être attaquées. Il est donc essentiel de prendre en considération les liens existants entre l’espèce d’insecte phytophage visée et les autres populations d’insectes natives que l’on ne souhaite pas viser.
- Les tests de spécificité d’hôte ne sont pas assez précis car ils déterminent seulement la gamme d’hôtes physiologique (gamme potentielle) de l’agent de lutte biologique et non sa gamme d’hôtes écologique. Les études de cas montrent que plusieurs facteurs peuvent influencer la spécificité de la gamme d’hôtes de l’agent de contrôle biologique : la dispersion de l’hôte et de l’agent, le type d’habitat, la variation de l’histoire de vie, l’apprentissage.
- La prédiction des conséquences écologiques des attaques des espèces non cibles requiert davantage d’études sur les agents de lutte biologique que l’on souhaite employer ainsi que sur la population d’insectes visée. En ce qui concerne les agents, il est primordial d’étudier les paramètres suivants : le mode de découverte et de choix de l'hôte, la dispersion, l'utilisation de ressources sur le terrain (hôtes uniques ou alternatifs), la stabilité et la croissance de la population ainsi que les effets de l’environnement sur l’intensité des interactions.
- Il est possible qu’une espèce d’insecte rare (non visée) devienne l’une des cibles de l’agent de contrôle biologique et que cela entraîne son déclin ou son extinction. On peut citer l’exemple de l’introduction en 1906 en Amérique du Nord du parasitoïde Compsilura concinnata. Ce parasitoïde généraliste a d’abord été introduit contre deux espèces de lépidoptère : Euproctis chrysorrhoea et Lymantria dispar, puis a été introduit à nouveau et à plusieurs reprises jusqu'en 1986 pour lutter contre 11 autres espèces d’insectes ravageurs[14]. Cependant, il se trouve que ce parasitoïde possède un large spectre d’hôtes et est capable de parasiter plus de 200 espèces de Lépidoptère et d’Hyménoptères. Il aurait ainsi contribué à la hausse de mortalité de certaines espèces de Lépidoptères du Nord-Est des États-Unis, dont des espèces rares (plus vulnérables). En outre, une étude menée aux Massachusetts[14] a montré que le parasitoïde était à l’origine de 81 % de mortalité chez Hyalophora cecropi et 67,5 % de mortalité chez Callosamia promethea, sachant qu’il s’agit de deux Lépidoptères natifs d’Amérique du Nord.

- Les agents peuvent se propager en dehors de l’écosystème dans lequel on les a introduits.

### Recommandations écologiques pour la lutte biologique contre les insectes phytophages
Pour éviter les risques écologiques cités plus haut et mener à bien une lutte biologique efficace, il est recommandé :
- D’utiliser des prédateurs ou parasitoïdes spécialistes, et non généralistes.
- De faire plus de tests se rapportant à la spécificité d’hôtes de l’agent que l’on souhaite introduire.
- D'étudier davantage les paramètres écologiques de l’écosystème dans lequel on souhaite introduire l’agent pour prédire le devenir des interactions entre l’agent introduit et les espèces non cibles ainsi que l’utilisation réelle de son spectre d’hôte, dépendant souvent des conditions environnementales.
- De s’assurer que la lutte biologique soit une méthode compatible avec l’insecte phytophage que l’on souhaite éradiquer, et que les risques écologiques pour les espèces non cibles soient mineurs.
- De choisir un agent en fonction de sa spécificité et de son efficacité à lutter contre la cible souhaitée[13].

De plus, avant d’introduire un agent de lutte, il faut s’assurer qu’il n’est pas infecté par des pathogènes ou des parasites car ces derniers pourraient avoir des conséquences imprévisibles et imprédictibles sur le milieu, notamment sur la biodiversité.